# Prédiction de trajectoire
 (août 2023).
 (août 2023).
La mise en forme du texte ne suit pas les recommandations de Wikipédia : il faut le « wikifier ».
Les points d'amélioration suivants sont les cas les plus fréquents. Le détail des points à revoir est peut-être précisé sur la page de discussion.
- Les titres sont pré-formatés par le logiciel. Ils ne sont ni en capitales, ni en gras.
- Le texte ne doit pas être écrit en capitales (les noms de famille non plus), ni en gras, ni en italique, ni en « petit »…
- Le gras n'est utilisé que pour surligner le titre de l'article dans l'introduction, une seule fois.
- L'italique est rarement utilisé : mots en langue étrangère, titres d'œuvres, noms de bateaux, etc.
- Les citations ne sont pas en italique mais en corps de texte normal. Elles sont entourées par des guillemets français : « et ».
- Les listes à puces sont à éviter, des paragraphes rédigés étant largement préférés. Les tableaux sont à réserver à la présentation de données structurées (résultats, etc.).
- Les appels de note de bas de page (petits chiffres en exposant, introduits par l'outil «  Source ») sont à placer entre la fin de phrase et le point final[comme ça].
- Les liens internes (vers d'autres articles de Wikipédia) sont à choisir avec parcimonie. Créez des liens vers des articles approfondissant le sujet. Les termes génériques sans rapport avec le sujet sont à éviter, ainsi que les répétitions de liens vers un même terme.
- Les liens externes sont à placer uniquement dans une section « Liens externes », à la fin de l'article. Ces liens sont à choisir avec parcimonie suivant les règles définies. Si un lien sert de source à l'article, son insertion dans le texte est à faire par les notes de bas de page.
- La présentation des références doit suivre les conventions bibliographiques. Il est recommandé d'utiliser les modèles {{Ouvrage}}, {{Chapitre}}, {{Article}}, {{Lien web}} et/ou {{Bibliographie}}. Le mode d'édition visuel peut mettre en forme automatiquement les références.
- Insérer une infobox (cadre d'informations à droite) n'est pas obligatoire pour parachever la mise en page.

Pour une aide détaillée, merci de consulter Aide:Wikification.
Si vous pensez que ces points ont été résolus, vous pouvez retirer ce bandeau et améliorer la mise en forme d'un autre article.
 (juin 2017).
La prédiction de trajectoire est le résultat d'une simulation informatique permettant, à partir d'un état initial (position, vitesse, masse initiale), de contraintes de vol (route aérienne, niveau de vol, mach de croisière, etc.) mais aussi des conditions météorologiques et de données de performances d'un avion, de calculer ces éléments en fonction du temps.

## Explications
Appliquée à un avion de ligne, ce type de simulation peut permettre : 
- de calculer une trajectoire en temps réel, à très court terme (de quelques secondes à quelques minutes), utilisable pour éviter les collisions entre avions ; le modèle peut éventuellement être utilisé pour conseiller ou donner des ordres de modification de trajectoire ;
- de calculer périodiquement une trajectoire, à court ou moyen terme (de quelques minutes à plusieurs dizaines de minutes), utilisable pour gérer les flux d'arrivée sur une balise ou un aéroport ; le modèle peut servir à conseiller des modifications de trajectoire ou des changements de vitesse pour permettre d'éviter les attentes ;
- de calculer a priori une trajectoire, pour la totalité du vol prévu, utilisable pour choisir la trajectoire la plus économique en fonction des conditions météorologiques prévues sur le trajet ;
- de calculer a posteriori une trajectoire à partir de la dernière position connue permettant de déterminer la zone de recherche d'un avion supposé en détresse ;
- d'estimer des durées des vols pour dimensioner les coûts liés aux salaires de l'équipage ;
- d'estimer les volumes de Kérosène nécessaires et de dimensioner les coûts correspondants ;
- à des passionnés de se prendre pour des pilotes ou des contrôleurs aériens en utilisant les données disponibles sur de nombreux sites aéronautiques.

Les modèles utilisés dépendent de la précision recherchée et des moyens de calcul disponibles. Ils intègrent plusieurs sous-modèles dont le modèle de vol de l'avion concerné, les modèles d'atmosphère standard ou prévus sur la trajectoire, etc.

## Intérêts
L'agence Federal Aviation Administration reconnait l'importance du concept des opérations basées sur les trajectoires. Le projet européen SESAR présente les travaux sur les prédictions de trajectoire comme l'une des pierres angulaires de l'amélioration de la fluidité du trafic aérien,. Le pendant du projet SESAR aux États-Unis se nomme NextGen.
Dans l'ensemble des systèmes qui facilitent le trafic aérien, les trajectoires des aéronefs sont calculées au moins dans le système de gestion de vol (Flight Management System ou FMS) à bord de l'avion et au sol dans un centre de contrôle. Dans le projet 4FLIGHT, le composant COFLIGHT met à jour en temps réel la trajectoire de l'avion.
Géré par l'agence européenne Eurocontrol , le CFMU a pour fonction principale d'optimiser les flux dans l'espace aérien, par exemple en attribuant des créneaux de départ et d'arrivée pour chaque plan de voldéposé par une compagnie aérienne.
En 2011, la Commission européenne a confié à l'agence Eurocontrol le rôle de "network manager" responsable ainsi des échanges entre les systèmes du contrôle aérien. Voir le SWIM.
Vers la fin des années 2000, l'agence européenne Eurocontrol avait lancé une série de projets exploratoires autour des calculs de trajectoires en 4D en présence de contraintes.
Plus récemment, la NASA a introduit le concept de "gestion de l'espace aérien par les trajectoires" (Management by Trajectory), concept qui ouvre l'accès à l'espace aérien aux "aéronefs autonomes" mais aussi aux exploitants des fusées et qui repose sur la négociation d'une trajectoire qui devra être respectée.

## Définition d'une trajectoire
Le site d'Eurocontrol Skybrary définit une trajectoire 4D comme l'ensemble des positions de l'avion dans les trois dimensions spatiales (longitude, latitude et altitude) avec pour chaque position une référence temporelle,.
Exprimée autrement, la trajectoire 4D peut-être vue comme une séquence ordonnée (par le temps) de tuples définis dans un référentiel.
Si la prédiction de trajectoire cible le contrôle aérien, la référence temporelle prise comme un intervalle de temps (entre deux positions consécutives) doit être "ajustable" afin d'estimer en temps absolu le passage de l'avion sur des points caractéristiques de la route, points de vérification de la séparation entre les aéronefs, points de convergence en amont des pistes, etc.
Dans son engagement à se conformer à une trajectoire 4D, l'avion doit respecter les heures de passage sur l'ensemble des points de la trajectoire comme une contrainte.
Dans les projets Nextgen et SESAR, l'une des pistes d'amélioration des trajectoires calculées au sol repose sur les échanges des données de trajectoire avec les équipements de bord.
Les quatre composantes de la trajectoire 4D peuvent être étendues dans un objet appelé vecteur d'états.

### Trois degrés de liberté versus six degrés de liberté
voir Degré de liberté (génie mécanique)
Un modèle à trois degrés de liberté considère le corps en mouvement comme un "point masse" et prend en compte les seuls mouvements selon les trois axes de translation. Voir par exemple un repère North East Down NED local.
Un modèle à six degrés de liberté permet de représenter à la fois les mouvements de translation et les mouvements de rotation autour des 3 axes (roulis, tangage et lacet) d'un corps rigide. Ce modèle est un premier choix lorsque les calculs ne concernent qu'un seul type d'avion ou bien que la finalité des calculs est de développer un simulateur de vol le plus proche de la réalité.

## Modéliser l'environnement de l'avion

### Modéliser la Terre
Pour se situer à la surface du globe, les longitude et latitude sont utilisées. Le méridien de Greenwich est la référence de mesure des longitudes et l'équateur la référence de mesure des latitudes.
La plage de valeurs des longitudes s'étend de -180 degrés (Ouest) à +180 degrés (Est).
La plage de valeurs des latitudes s'étend de -90 degrés (Sud) à +90 degrés (Nord).
Pour se situer dans la troisième dimension verticale, un niveau de vol (Flight Level) est retenu. La référence pour le niveau de vol est une surface qui correspond au niveau iso-bare de 1 013,25 hectopascals.

### Modéliser la gravitation
La gravitation résulte d'une interaction entre un ou plusieurs corps du fait de leurs masses respectives. À proximité de la terre, compte tenu de la différence de masse entre la terre et l'avion, le poids d'un avion, donc la force qui l'attire vers la surface, est égale à sa masse multipliée par « l'intensité de pesanteur terrestre ». Cette dernière formule est applicable si l'on considère la Terre comme une sphère parfaite de rayon constant, et que l'on néglige les effets des autres corps célestes sur l'avion. Si l'on souhaite être plus précis, il est possible de calculer la force de pesanteur en fonction de la latitude en considérant la Terre comme une ellipse aplatie aux pôles. Si l'on étudie les routes aériennes et que celles-ci ne survolent pas les pôles, alors l'approximation sphérique sera suffisante.

### Modéliser l'atmosphère
Le modèle International Standard Atmosphere (ISA) permet de décrire les caractéristiques essentielles de l'air, en particulier sa densité (masse volumique), la température ou la vitesse du son comme une fonction de l'altitude par rapport au niveau moyen de la mer (Mean Sea Level).
La densité de l'air influence la portance et la trainée. La performance des moteurs se dégrade en présence d'un air chaud et sec.
Dans la stratosphère, la température est de -55 degrés. Elle est le royaume de vents violents appelés "jet stream".

### Modéliser le vent
Lorsqu'une compagnie aérienne dépose un plan de vol, elle possède une connaissance précise d'une prévision météorologique des vents que l'avion va rencontrer tout au long de la route.
Certaines situations telles que les cisaillements présentent un tel danger qu'il convient de les éviter, en particulier pendant le décollage et l'atterrissage.
Pendant le déroulement du vol, l'équipage en contact avec le contrôle "en route" peut demander un amendement pour bénéficier de la meilleure route, celle qui utilise la force du vent pour réduire le temps de vol et ou la consommation de carburant.
Il existe différents systèmes qui diffusent en quasi temps réel une cartographie des vents avec leur force et leur orientation, voir Aviation weather services

## Modéliser les mouvements de l'avion
En physique, le mouvement d'un corps (de masse M) est le résultat d'un ensemble de forces appliquées à ce corps.

### Forces en présence
La force qui met un avion de ligne en mouvement (selon un axe longitudinal) se nomme la poussée. La trainée s'oppose au mouvement généré par les moteurs. La portance lui permet de s'élever dans les airs et le poids (gravitation) s'oppose au mouvement selon cet axe vertical,.
La trainée et la portance sont deux forces aérodynamiques qui résultent des écoulements d'air autour de la voilure et plus généralement de la cellule.
Le vent selon sa direction et sa vitesse mais plus généralement toute turbulence atmosphérique affecte les mouvements d'un aéronef. Le vent peut s'opposer au mouvement mais sa connaissance et son exploitation permet de "réduire" les temps de vols et, par exemple, de rattraper un retard ou d'économiser du carburant,.
Pour les vols de longue durée par exemple les "vols transatlantiques", il importe de prendre en considération la pseudo Force de Coriolis.
Chacune des forces citées ci-dessus possède en réalité un point d'application différent. Considérer que ces forces agissent en un même point, appelé centre de gravité, consiste donc en une approximation pour un avion modélisé comme un point masse.

### Mouvements rectilignes versus mouvements de rotation
Si l'on considère l'avion comme un corps rigide (qui ne se déforme pas), ce corps (et donc son centre de gravité) effectue pendant un « court » intervalle de temps à la fois des mouvements rectilignes, par exemple selon un axe lié au vecteur vitesse air, et simultanément le corps rigide effectue des mouvements de rotation (en) autour des trois axes de roulis, tangage et lacet.
Dans un repère local (en) à l'avion, les trois mouvements "rectilignes" par exemple selon les trois axes North East Down (en) (NED main droite) se matérialisent ainsi: 
1) mouvement selon un axe aligné sur la direction du Nord géographique du globe et représenté par le pouce de la main droite
2) mouvement selon un axe aligné sur la direction de l'Est du globe et représenté par l'index de la main droite
3) mouvement selon un axe aligné sur un rayon du globe et représenté par le majeur de la main droite.
Dans la réalité, la structure d'un aéronef ne peut être considérée comme un corps rigide, en outre les points d'application des différentes forces ne sont pas exactement les mêmes,.

### Repère local versus Repère global
Pendant les phases de roulage, lorsque les roues de l'avion sont en contact avec la piste, il est pertinent d'effectuer les calculs dans un repère local dont l'origine est le centre de gravité de l'avion. Pendant le décollage, ce repère sera en translation par rapport à un autre repère situé en début de la piste.
En première approximation, les mouvements se font uniquement dans le plan tangent à la surface du globe, plan tangent défini par l'axe des X, par exemple orienté vers le Nord local et l'axe des Y orienté vers l'Est local. Dans ce cas, les calculs sont simplifiés par le choix qui est fait de considérer comme "négligeables" les mouvements selon l'axe des Z orienté vers le centre de la terre.
On peut, en première approximation, admettre que l'altitude de l'avion (par rapport au niveau moyen de la mer) ne change pas pendant les phases de roulage sur une piste.

### Changer de repères
Pour calculer un mouvement à la surface du globe, il est nécessaire d'utiliser un repère dont l'origine est le centre de la terre (par exemple ECEF).
A partir d'un repère local lié au centre de gravité de l'avion (par exemple NED ou ENU), repère le plus approprié pour les calculs liés aux forces, il convient d'appliquer les transformations de repères appropriées.

### Le vecteur
Pour étudier les forces et leurs impacts sur les mouvements de l'avion, l'objet mathématique qui permet de les représenter se nomme un vecteur. Un vecteur se caractérise par un point d'application, une orientation spatiale (dans un repère) et un module.
Dans le système international des unités, le module d'une force correspond à une grandeur exprimée en newtons.
L'orientation spatiale est définie par trois angles mesurées par rapport à un référentiel.
Le produit vectoriel de deux vecteurs unitaires (par exemple les axes i et j du référentiel NED main droite) possède cette particularité de produire un vecteur, lui-même unitaire, perpendiculaire aux deux précédents et dont l'orientation spatiale suit l'axe k du référentiel.

## Modéliser les performances d'un avion

### BADA
Le projet BADA de l'agence européenne Eurocontrol a pour objectif d'améliorer les prédictions de trajectoire en mettant à disposition des acteurs du trafic aérien une base de performances pour un ensemble de plus de 300 types d'avions,.
BADA existe en trois versions. La version BADA 3 décrit les performances d'un ensemble d'avions avec à chaque fois, que cela est pertinent, les variantes de la même cellule avec différentes motorisations. La dernière version BADA 4 permet d'améliorer les calculs et se rapprocher de la réalité en particulier pendant les phases de montée grâce à un paramétrage étendu. Finalement, BADA H couvre les hélicoptères.
Dans BADA 4.x, la position rentrée ou sortie du train d'atterrissage est prise en compte comme un paramètre du calcul de la traînée.
BADA 3.x couvre à la fois les jets mais aussi les turbopropulseurs et les engins à pistons.
BADA repose sur un modèle à énergie totale dans lequel la vitesse air acquise par un avion et donc son énergie cinétique se transforme en énergie potentielle. Dans BADA, l'avion est approximé à un point masse.

### WRAP
L'université technique de Delft propose un modèle de performances « open source » nommé WRAP. Il repose sur la collecte et l'analyse des données du système ADS-B.

### Données des constructeurs
Les constructeurs mettent à disposition certaines données techniques de leurs avions,. Eurocontrol expose en partie les données de performances suffisantes pour les calculs simplifiés (par rapport à ceux du FMS) effectués dans un centre de contrôle et permettant de couvrir la majorité des aéronefs présents dans le ciel européen.

### Modéliser la consommation de Kérosène
La consommation de Kérosène est l'un des paramètres essentiels à prendre en compte, que ce soit pour des considérations économiques mais plus simplement pour la prise en compte de la perte de masse pendant le vol.
Un Airbus A320, d'une masse maximale de 70 tonnes, peut emporter jusqu'à 20 tonnes de carburant.
Un A320 a une Consommation spécifique de carburant d'environ 17 grammes par Kilo Newton par seconde. Autrement dit, à la vitesse de croisière de Mach 0.78, la masse de l'avion se réduit d'environ 3 tonnes toutes les heures.

### Mesurer un déplacement
L'avion se déplace dans la masse d'air et c'est la vitesse relative de la voilure (et de la cellule) par rapport à cette masse d'air , elle-même en mouvement, qui lui procure une portance. Néanmoins, pour mesurer le déplacement d'un avion à la surface du globe, on utilise la vitesse sol,.
Toute mesure nécessite de se placer dans un référentiel. Pour que les lois de Newton soient applicables, le référentiel doit être un référentiel galiléen.

## Modéliser la route latérale

### Déposer un plan de vol
Déposé par une compagnie aérienne, obligatoire pour un vol IFR, ( voir Règles de vol aux instruments), un plan de vol décrit à partir de l'aéroport de départ jusqu'à l'aéroport de destination les points de la route qui seront suivis par l'aéronef. Le plan de vol définit entre autres la vitesse (mach) et le niveau de croisière.
Le plan de vol précise quels équipements embarqués sont disponibles et ce dans l'objectif de bénéficier de contraintes de séparation réduites.

### Route projetée
Si l'on observe la route aérienne projetée sur le sol (globe) et suivie entre le premier et le dernier point de la route (en anglais fixes ou Waypoints), en première approximation, elle correspond à une succession de virages (changement de l'angle de cap) à proximité de chaque point caractéristique suivis de grands cercles permettant de « rejoindre » le prochain point caractéristique.
En présence de vent (autre que du vent arrière ou de face), l'angle de cap doit être corrigé pour suivre la route définie.

### Mesurer un angle
Pour mesurer l'angle d'une piste ou le Cap d'une route aérienne, on prend comme référence le nord magnétique et on compte les degrés dans le sens des aiguilles d'une montre jusqu'à l'angle de la piste (True Heading).
En aéronautique, les angles sont orientés, ils sont formés par deux vecteurs,.

### Utiliser les balises de navigation
En plus du GPS, les régulateurs chargés de la gestion de l'espace aérien (FAA , DGAC, etc.) installent et opèrent un ensemble complémentaires de balises de radio navigation : Non Directional Beacon, Direction Measuring Equipment (DME), VOR, TACAN, ILS, etc.
Les équipements embarqués exploitent les informations radio qu'elles diffusent pour permettre à l'avion de situer et se guider dans l'espace aérien "contrôlé".

### Modéliser les virages

#### Rayon du virage
Il est possible, en première approximation, d'assimiler un virage en l'idéalisation d'un cercle qui serait tangent aux deux segments de vols qui l'entourent (cas où la totalité du virage se déroule dans un plan).
Si on souhaite étudier uniquement les phases latérales du vol, et les virages en particulier, les courbes de Béziers se rapprochent le plus de la trajectoire réelle.
En l'absence de vent, la vitesse sol est identique à la vitesse vraie et le rayon du virage est fonction de cette vitesse rectiligne (le long de la portion de cercle) et de l'angle d'inclinaison (Bank Angle).
Pour une vitesse donnée, l'angle d'inclinaison est limité par le facteur de charge.

#### Angle de roulis / inclinaison
Dans la réalité, l'avion entre dans le virage en basculant les ailes avec une vitesse angulaire (selon l'axe de roulis / Bank Angle,) de plus en plus importante, puis en réduisant cette vitesse angulaire jusqu'à l'annuler et revenir à l'horizontale dès que l'angle du nouveau Cap est atteint.

#### Sens du virage
Du point de vue des calculs, la première étape consiste à choisir le sens de rotation de la route projetée et donc la croissance/ décroissance de l'angle de Cap.
Le critère de choix repose sur la différence relative entre le Cap ciblé et le Cap initial.
Hypothèse: l'angle de Cap prend une valeur comprise entre 0 et 360 degrés.
Si la différence est positive et inférieure à 180 degrés, l'angle de Cap va augmenter et la trajectoire projetée "tourne" dans le sens des aiguilles d'une montre.

#### Typologie des virages
La FAA définit deux types de virages: "flyby" et "flyover",. Eurocontrol reprend des définitions similaires.
Si, en première approximation, un virage est assimilé à une portion d'un cercle (projeté), alors le point de type "flyover" appartient à l'ensemble des points de cette portion de cercle.
Dans le cas du "flyby", le point caractéristique peut être choisi comme le sommet du carré qui englobe la portion de cercle "survolé".

### Suivre un Grand Cercle
Un grand cercle (ou orthodromie) matérialise le plus court chemin entre deux points situés sur la surface d'une sphère.
La Formule de haversine permet de calculer les distances entre les extrémités de ce plus court chemin.
Si l'on souhaite être plus précis, les formules de Vincenty prennent en compte une terre ellipsoïdale.

### Influence du vent sur la trajectoire latérale
En présence de vent, le module de la composante du vecteur vent, projetée sur le plan tangent à la terre, nécessite de corriger l'angle de Cap pour que l'avion suive la route définie.
Dans le modèle à Énergie Totale de BADA, les calculs des forces appliquées au point masse permettent d'obtenir une vitesse air True Airspeed TAS. La prise en compte de la direction et de la vitesse du vent permet d'obtenir, à partir de la TAS, la vitesse sol Ground Speed est utilisée pour calculer la distance parcourue pendant un "court" intervalle de temps, pendant lequel ces vitesses seront considérées comme "constantes" ou inchangées à un epsilon près voir Wind triangle (en)

## Choisir une méthode pour les calculs
Il existe plusieurs méthodes de calculs pour l'obtention d'une trajectoire, chacune des méthodes ayant ses avantages et ses inconvénients.

### Utiliser des abaques
L'une de ces méthodes se traduit en l'utilisation d'abaques. Ainsi pour un type d'avion, par exemple un monocouloir de la classe de masse de 70 tonnes, il conviendra de calculer toute une série de trajectoires prédéfinies pour chacune des phases et pour des conditions de masse et de vitesse données, puis d'exploiter ces abaques en effectuant des interpolations.
Cette méthode nécessite de "renseigner et remplir" les tables des abaques en préalable de leur exploitation pendant les simulations.
Utiliser des abaques et effectuer des interpolations par opposition à une méthode de calcul directe où chaque position / temps est obtenue par un calcul à partir des données d'entrée et de la position précédente, permet d'accélérer les calculs mais nécessite de mémoriser et d'optimiser les accès aux données des abaques.

### Famille de calculs
La thèse intitulée "Introduction à la prévision de trajectoire" présente en son paragraphe 3 les différentes familles de calculs selon que l'on fasse intervenir les forces, ou simplement les taux de montée et de descente, que l'avion soit modélisé comme un point masse ou que l'on prenne en compte les attitudes comme dans un modèle à 6 degrés de liberté, utilisé par exemple dans les simulateurs de vol.

### Cinématique versus cinétique
La cinématique étudie les mouvements des corps, et donc les positions, les vitesses et les accélérations/ décellerations sans considérer les causes de ces mouvements. 
La cinétique par opposition étudie les mouvements des corps sous l'influence des forces. 

### Critères de choix
Selon que les calculs doivent 
a) couvrir un seul type d'avion avec des réacteurs aux performances connues, disposer d'une distribution des masses, une connaissance des axes de rotations, permettre d'analyser une phase du vol en détails, aboutir à une simulation suffisamment précise pour permettre l'entraînement d'un pilote
b) couvrir plusieurs dizaines d'avions de type différents, tout en assurant des temps de calculs compatibles avec les exigences d'un prédicteur de trajectoires présent dans un centre de contrôle, parcourir la totalité des phases du vol.
Dans le premier cas, un modèle à 6 degrés de liberté sera retenu.
Dans le second cas, un modèle à 3 degrés de liberté, avec un avion de type "point masse" sera suffisant.
Jbsim est un exemple de modèle "générique" aérodynamique "open source" à 6 degrés de liberté, entièrement configurable, dont le code est disponible au téléchargement.

## Modéliser le profile vertical
La route projetée sur la terre permet de connaître l'ensemble des latitudes et des longitudes survolées par un aéronef. Le profile vertical ajoute la dimension du niveau de vol par rapport au niveau moyen de la mer. 

### Enchaîner les phases du vol
L'ICAO détaille les différentes phases du volainsi que les conditions permettant de passer d'une phase à la suivante. Celles-ci sont reprises par Eurocontrol. Dans son modèle BADA, Eurocontrol détaille par exemple plus avant la phase de décollage (take-off) en distinguant le roulage jusqu'à l'atteinte de la vitesse de rotation permettant ainsi de faire intervenir, si nécessaire, les forces de frottement nées du contact entre les roues et la piste.

### Vitesses de décrochage
Pour chaque configuration de l'avion : train sorti, utilisation d'un dispositif hypersustentateur, configuration lisse, etc. selon l'angle d'incidence de l'avion, il existe une vitesse « air » seuil ou vitesse de décrochage(stall speeds) que le pilote doit surveiller pour éviter que l'avion ne perde sa portance et décroche. À l'approche de cette vitesse de décrochage, le pilote doit modifier l'angle d'incidence et ou modifier la configuration des flaps ou commander la rentrée du train d'atterrissage, etc. pour enchaîner en toute sécurité la phase de vol suivante.
Les phases du vol définissent un profil vertical,,que l'avion va suivre de manière plus ou moins indépendante de la route aérienne projetée sur le sol.
La Direction Générale de l'Aviation Civile détaille sous la forme d'une checklist les phases d'un vol à vue destinées à la sécurité de l'aviation légère.

### Phase de décollage
Cette phase débute lorsque l'avion est situé en bout de piste et qu'il a reçu l'autorisation de décoller (clearance) en provenance de la tour de contrôle. Au préalable, un calage de QNH aura été effectué. À partir du moment où la "clearance" a été reçue, le pilote va relâcher les freins avant de pousser la manette des gazpour appliquer la puissance requise pour décoller. L'avion va prendre de la vitesse (par rapport à la masse d'air), ce qui va lui conférer une portance mais aussi une traînée. Lorsqu'il franchit la vitesse "air" de rotation VR voir Vitesses caractéristiques, le pilote sera en mesure d'agir sur les "flaps" Flap (aeronautics) et de lever le nez de l'appareil.
L'ICAO définit les deux conditions qui terminent cette phase de décollage, comme le passage d'une altitude (obstacle) de 35 piedsau-dessus de la piste ou la rentrée du train d'atterrissage, selon que l'une ou l'autre des conditions se vérifie en premier.

#### Estimer la masse au décollage
La masse de l'avion au décollage est l'une des informations les plus difficiles à estimer en particulier lorsque la compagnie aérienne se refuse à la communiquer.  
Avec l'avènement de l'ADS-B, et la collecte d'une grande quantité d'informations sur les trajectoires réelles, il "semble" possible d'améliorer cette estimation, en particulier pour les vols réguliers d'une même compagnie.

#### Estimer la distance de décollage
Pour fixer les idées, un Airbus A330-200, équipé de moteurs Trent, qui décollerait de l'aéroport John Fitzgerald Kennedy de New-York, au niveau de la mer, sous les conditions atmosphériques ISA standard (température et pression atmosphérique), sans vent, avec une masse au décollage d'environ 230 tonnes (MTOW) mettrait plus de 2 200 mètres avant d'atteindre la vitesse de rotation puis passer le seuil de 35 pieds au-dessus de la piste. Le même avion avec la même masse de 230 tonnes mettrait plus de 4 000 mètres (dans les conditions du standard ISA) pour atteindre sa vitesse de rotation et s'arracher d'une piste de l'aéroport de Mexico situé à plus 2 000 mètres au-dessus du niveau de la mer.

#### Effet de Sol
À proximité du sol, les tourbillons générées par la voilure créent un "supplément de portance" appelé "effet de sol". Pendant une phase d'atterrissage, l'effet de sol se traduit par un "refus" de se poser, l'avion gagnant artificiellement de la portance. Pendant la phase de décollage, l'inverse se produit et l'avion obtient le même surplus "temporaire" de portance.

#### Effectuer un départ aux Instruments (Standard Instrument Departure)
Selon l'aéroport, en fonction de la piste utilisée et de la route à suivre, l'avion doit parfois se conformer avec une procédure appelée SID (Standard Instrument Departure). Cette procédure définit un ensemble de points intermédiaires (les niveaux de passage ainsi que les vitesses associées) afin, à partir de la piste choisie, de rejoindre le premier point caractéristique de la route aérienne.
Suivre une SID permet d'éviter les nuisances sonores subies par les populations, mais aussi d'éviter les obstacles naturels tels que des montagnes, ou bien des zones bannissant le survol des avions.

#### Choisir une piste
Le premier critère pour le choix d'une piste est sa longueur, (accessoirement son revêtement) en particulier pour les long-courriers, de fort tonnage. Sur les aéroports internationaux, on observe une dualité dans les identifiants des pistes. Une paire de pistes sera identifiée par une codification par exemple de type 27L / 27R. Le nombre 27 indique, exprimé en dizaines de degrés, un angle par rapport au nord magnétique. Le code L pour "left" et R pour "right" correspond à un sens pour l'atterrissage ou le décollage,. Un avion décolle et atterrit avec de préférence un vent de face, le choix de la piste s'effectue en fonction de la direction du vent.
À la suite de multiples « erreurs » de pistes, la FAA a publié une note intitulée « Runway Safety » à l'usage des pilotes, des contrôleurs aériens et plus généralement de tout le personnel qui utilise des véhicules circulant sur les pistes ou le tarmac.
Les bases de données d'aéroports décrivent précisément les coordonnées des points de début de piste (décollage) et de fin de piste (atterrissage), ainsi que l'angle de la piste par rapport au nord magnétique et l'altitude de la piste au-dessus du niveau moyen de la mer (Mean Sea Level).

### Phase de montée
La phase de montée débute lorsque le train est rentré et que l'altitude de l'avion au-dessus de la piste dépasse les 35 pieds. A cet instant, l'avion utilise encore ses dispositifs hypersustentateurs et son angle d'incidence élevé crée une trainée qu'il convient de compenser. Progressivement, en montant vers les couches moins denses de l'atmosphère, l'avion va réduire sa trainée pour aboutir à une configuration lisse.
Au cours de la montée, on distingue dans les calculs la première partie au cours de laquelle les vitesses sont calculées en "Knots" (mile marin par heure) et la partie au-dessus de l'altitude de transition au cours de laquelle les vitesses sont calculées en Mach.

#### Respecter les contraintes de vitesse
Passée une certaine heure, certains aéroports ferment leurs pistes au trafic aérien (anglais "airports curfews").
Pour les aéroports internationaux, qui ne ferment pas, différentes procédures permettent de limiter les nuisances sur les populations.
Le régulateur FAA, DGAC, etc. peut ainsi contraindre le trafic à utiliser en alternance un groupe différent de pistes, de contraindre une trajectoire d'approche (STAR) ou plus simplement interdire le survol aux aéronefs trop polluants ou trop bruyants.
Au dessous d'une hauteur de 10.000 pieds (MSL), la FAA impose une restriction de vitesse applicable à la totalité de l'espace aérien contrôlé. Cette contrainte impose aux avions (jets et turbo propulseurs) de voler sous les 250 Knots IAS (vitesse indiquée) en dessous de ce niveau.

#### Taux de Montée
Le choix du taux de montée comme le choix de la vitesse de croisière dépend de la compagnie aérienne. Dans les analyses économiques des compagnies aériennes, l'IATA estime à plus de 23% les coûts liés aux consommations de carburant. 
Pour simplifier, une compagnie peut choisir de privilégier la satisfaction de ses clients en étant ponctuelle, en évitant de propager les retards, ou de minimiser ses coûts de carburant en choisissant un profil de vitesses économiques.

#### Top Of Climb
Le point de la trajectoire appelé "Top Of Climb" correspond à différentes conditions qui peuvent survenir indépendamment l'une de l'autre, soit un taux de montée réduit (inférieur à 100 feet par minute), soit l'atteinte du niveau de croisière (cruise level), soit l'atteinte du mach de croisière. Pour ces différentes grandeurs, chaque condition prend en compte à la fois les incertitudes des senseurs (exemple : tube de Pitot)  dues aux calibrations / étalonnages mais aussi les erreurs de mesure dues aux biais des instruments.

### Phase de croisière
Pendant toute la phase de croisière, l'avion consomme du Kérosène et par voie de conséquence sa masse se réduit. Cela ne signifie pas qu'il sera en mesure de voler plus haut ni plus vite, puisque ces deux limites permettent de préserver la structure.

#### Choisir une altitude de croisière
Pour un vol long-courrier, l'altitude de croisière permet d'éviter les perturbations météorologiques et donc de garantir un confort optimal aux passagers, tout en réduisant au maximum la consommation de carburant.

#### Top of Descent (TOD)
Dès le passage de ce point caractéristique de la trajectoire, le pilote va réduire la poussée et entamer la phase de descente.
Pour estimer le Top of Descent, la compagnie aérienne communique une consigne aux pilotes, consigne qui met en avant soit les temps de vol (donc la ponctualité) soit les économies de carburant.
Le taux de descente est ensuite calculé par exemple avec une configuration de poussée en mode "Idle" qui va minimiser les coûts de Kérosène mais à l'inverse pourra augmenter la durée du vol et donc les coûts de l'équipage.

#### Taux de descente
Le taux de descente est fixé en lien avec une stratégie de la compagnie aérienne qui décide, soit de descendre de la manière la plus rapide (stratégie applicable par exemple aux avions transportant des marchandises, stratégie qui permet de réduire les coûts induits des heures de vol payées à l'équipage) soit d'effectuer une descente anticipée et d'absorber l'énergie cinétique tout en réduisant la consommation de Kérosène (en anglais mode Idle). Cost Index
Le point caractéristique Top of Descent est calculé en fonction d'un Taux de descente décidé par la compagnie aérienne, en respectant les restrictions de vitesse et bien entendu la différence d'altitude avec la piste.
Dans le modèle à énergie totale préconisé dans le projet BADA, l'avion doit, au cours de la descente, absorber à la fois, l'énergie cinétique due à sa vitesse et l'énergie potentielle due à la différence d'altitude avec la piste.
En définitive, en utilisant des aérofreins, l'avion doit atteindre la vitesse qui lui permettra le toucher des roues en évitant une usure excessive tout en réduisant les contraintes sur la structure liée à la masse résiduelle.

### Phase de descente
De manière similaire à la montée, les calculs en descente s'effectuent soit en "Mach" avant l'altitude de transition soit en "nœuds marins" en dessous de cette altitude.
La phase de descente, du point de vue de la physique, possède deux objectifs : réduire l'énergie cinétique (liée à la vitesse et la masse) et réduire l'énergie potentielle (liée à la différence d'altitude et la masse).
La phase de descente doit respecter les contraintes de vitesse permettant de réduire à la fois les nuisances sonores mais aussi les taux de pollution dans l'air.
Elle se termine lorsque l'avion passe le dernier point caractéristique de la route. Passé ce point, appelé aussi point de convergence puisque commun à différentes routes, les avions en attente de la disponibilité d'une piste, sont "sequencés" et espacés en prenant en compte un phénomène appelé "Turbulences de sillage/ Wake Turbulence".
Lors du dépôt d'un plan de vol, le niveau des turbulences de sillage est fourni par la compagnie aérienne.
Ce même phénomène contraint les décollages sur des pistes parallèles.
Pour un planeur, par exemple, sa finesse, en l'absence de vent, permet d'estimer la distance à parcourir pour diminuer l'altitude d'une certaine valeur (donnée d'entrée).

### Phase d'approche
La phase d'approche permet d'aligner la route aérienne avec l'angle (true heading) de la piste d'atterrissage. Elle commence lorsque l'avion a dépassé le dernier point de sa route et qu'il amorce le dernier virage permettant de s'aligner, à plus de 5 Mile Nautiques, sur l'axe de la piste.

#### STAR (Standard Terminal Arrival Route)
À partir du dernier point caractéristique (waypoint) de la route, selon l'aéroport de destination, l'avion suit une trajectoire prédéfinie composée de points intermédiaires et de contraintes de vitesses associées. Cette procédure se nomme STAR pour Standard Terminal Arrival Route.
La filiale Jeppesen de Boeing publie et commercialise des cartes aériennesqui permettent aux pilotes de respecter les consignes en phase de décollage et d'approche, consignes définies par les aéroports internationaux en accord avec le régulateur de l'espace aérien contrôlé.

### Phase d'atterrissage - Instrument Landing System (ILS)
À environ 10 (dix) milles marins du seuil de la piste, l'avion se trouve sur une pente descendante d'environ 3 degrés. Dans le meilleur des cas, si la piste est équipée d'un ILS, le FMS assistera le pilote pour suivre cette pente et rejoindre la piste, de jour comme de nuit mais aussi dans des conditions de visibilité réduite.
Une zone dite de "Touchdown" définie par des marquages au sol, marquages dépendant de la longueur de la piste, permet aux pilotes d'identifier la zone de contact avec la piste qui préserve la sécurité de l'avion quelles que soient les conditions météorologiques rencontrées.

### Phase de roulage
La phase de roulage commence lorsque les roues de l'avion touchent la piste et qu'une force de frottement peut être prise en compte dans les calculs. À ce moment, le pilote va couper les moteurs, poser le train avant et inverser la poussée (si disponible), sortir les aérofreins et actionner les freins jusqu'à ce que la vitesse de l'avion lui permette d'atteindre la vitesse dite de "taxi" et de quitter la piste.
La vitesse calibrée CAS de touché sur la piste représente la vitesse "idéale" à laquelle l'avion devrait effectuer le posé du train, compte tenu de sa masse résiduelle, de l'altitude de la piste et des conditions météorologiques. Afin de préserver la structure, cette phase doit respecter un taux de descente "réduit" et donc un impact exprimé en termes de décélération (g) "contrôlé".

## Automatismes

### Vecteur d'états
Un vecteur d'états est une représentation matricielle d'une extension de la suite des positions instantanées avec par exemple, a minima, les projections du vecteur vitesse selon les trois axes du repère.

### Machine à états
Pour parcourir les phases du profile vertical (liées en première approximation aux changements de configuration et aux franchissements des vitesses de décrochage), une machine à états peut-être implémentée.
Un automate similaire peut-être utilisé pour parcourir les étapes de la route projetée sur le sol, roulage avec un Cap constant lié à l'angle de la piste suivi de la rampe de montée selon le même angle avant de négocier le premier virage, puis d'enchaîner les grands cercles en alternance avec les virages (passage sur un point caractéristique de la route), avant l'alignement sur la piste d'atterrissage, la rampe de descente suivi du toucher des roues, le roulage final selon l'angle de la piste jusqu'à atteindre la vitesse de taxi permettant de quitter la piste.

### Asservissements
Dans un automatisme, le mot asservissement évoque la capacité d'un système à atteindre ou rejoindre une consigne.
Les calculs de trajectoires nécessitent d'implémenter différents types d'asservissements, que ce soit pour rejoindre un Cap, atteindre et maintenir un niveau de vol (FL) ou de respecter une contrainte de vitesse ou un taux de montée/descente.
La qualité de l'asservissement réside dans sa capacité à rejoindre une consigne (grandeur cible) en minimisant une fonction d'efforts / coûts.

## Performances
Dans le document intitulé "Spécification for ATM Surveillance System Performance", Eurocontrol décrit entre autres les exigences de performances d'un predicteur de trajectoires, performances qui devraient permettre de respecter les séparations verticale et horizontale des aéronefs dans l'espace aérien contrôlé.
L'introduction du RNAV et des équipements embarqués associés permet une extension des routes aériennes disponibles, au delà de l'offre purement basée sur les balises actuelles de radio navigation. Pour Nextgen comme pour SESAR, la cible à atteindre serait le free routing / free flight.
Sous l'égide de la FAA, un comparatif des technologies utilisées dans les prédictions de trajectoire a été publié.
Toute tentative pour créer un simulateur de prédiction de trajectoires se doit de discuter et d'estimer la précision des résultats obtenus, en comparant ceux-ci avec des données réelles, en estimant les erreurs et les incertitudes.

## Approximer les calculs
En mathématiques, une approximation est considérée "acceptable" lorsque:
1) les résultats des deux calculs, calculs sans simplifications et avec, différent d'un epsilon connu et expliqué,
2) les calculs avec les simplifications permettent par exemple des gains de temps de calcul, et ou des réductions des précisions initiales requises (par exemple par une réduction du nombre de décimales).
Exemple : approximation d'une intégrale par la méthode des rectangles.

### Force de gravitation uniforme
Force de gravitation uniforme sur tout le globe versus force de gravitation dépendante de la latitude.
À discuter : considérations sur le domaine de variation des latitudes des trajectoires des avions de ligne.

### Effet de sol
Pendant les phases de décollage et d'atterrissage, à proximité de la piste, il se produit un phénomène appelé effet de sol, reposant sur la compression de l'air entre la voilure et la piste, phénomène qui se traduit par un "excédent de portance" et conduit l'avion soit à "refuser" de se poser soit, pendant le décollage, à temporairement s'élever pour retomber en cas d'insuffisance de la vitesse air.
Cet effet et les calculs associés peuvent être "abstraits" au vu de leur durée versus la durée globale d'un vol.

### Atmosphère Standard
Utiliser le modèle ISA standard signifie que quels que soient les points de la trajectoire, en fonction uniquement de l'altitude au-dessus du niveau moyen de la mer, le modèle ISA fournit la température et la pression atmosphérique par exemple par la consultation d'une table prédéfinie.
A contrario, si l'on dispose d'une source de données météorologiques, il sera possible d'injecter dans les calculs les températures, les pressions mesurées aux positions instantanées des trajectoires versus simplement de celles extraites du modèle ISA.

### Terre plate
Calculer les mouvements d'un avion uniquement pendant la phase de décollage, à partir du lâcher des freins, de l'application de la poussée, jusqu'au passage d'une altitude de 35 pieds au-dessus du terrain, ne nécessite pas de prendre en compte la courbure de la terre.
Pour cette partie précise des calculs, considérer la terre plate sera suffisant au vu des différences produites avec ou sans la prise en compte de l'approximation.

### Terre sphérique versus Terre ellipsoïdale
Le Modèle ellipsoïdal de la Terre permet de prendre en compte la variation de l'accélération de la pesanteur en fonction de la latitude. Pour faire simple, un point proche des pôles subira une pesanteur supérieure du fait de la réduction de distance avec le centre de la terre, par rapport à un point situé plus proche de l'équateur.
L'approximation d'une terre sphérique permet de simplifier les calculs plus encore lorsque les trajectoires suivent des routes à des latitudes "éloignées" des pôles.

### Point Masse
Modéliser un avion comme un point masse permet de s'affranchir des conséquences de la taille de l'avion, de la distribution des masses par rapport au centre de gravité et de l'influence des différents axes de rotation (attitudes) et ainsi éviter de prendre en compte dans les calculs les moments des forces.

### Virage
Lorsque l'avion prend un virage, du fait de l'inclinaison de la voilure par rapport à l'horizon (angle de roulis), le vecteur de la portance n'est plus aligné avec un rayon de la terre (vue comme une sphère) et par conséquent, la portance ne peut en totalité compenser le poids de l'appareil.
Pour éviter de perdre de l'altitude, l'avion peut augmenter sa vitesse air ou augmenter la portance en augmentant l'angle d'incidence.
Pour chaque plage de vitesse air, l'angle d'inclinaison maximale est défini par le constructeur. Cette prise d'angle engendre des efforts sur la structure, c'est la raison pour laquelle le constructeur impose des restrictions, à tout le moins, en fonction de la vitesse et de la masse.
Il est envisageable de négliger la conséquence des prises de virages lorsque l'angle d'inclinaison ne dépasse pas les cinq degrés, et éviter ainsi de devoir augmenter temporairement la vitesse air ou l'angle d'incidence en préalable au virage pour compenser le poids ou de considérer une perte d'altitude due à l'inclinaison de la portance par rapport à la force de gravitation.

## Incertitudes
Les différents paramètres qui entrent en jeu dans les calculs sont estimés et associés à une incertitude qui définit le domaine de variabilité du paramètre d'entrée. Ainsi, pour la masse de l'avion au décollage, à moins de disposer d'une mesure, les calculs prennent des hypothèses de remplissage des passagers, du fret et du carburant qui s'ajoutent à la masse à vide.
Compte tenu de la distance à parcourir, des conditions météorologiques, etc. il est possible de réduire le domaine de variabilité de la masse au décollage, puis de lancer les calculs de façon itératif, en parcourant le domaine des possibles pour au final comprendre l'influence de cette masse sur les résultats.
Les conditions météorologies forment une autre source d'incertitude, en particulier les 3 paramètres que sont la température, la direction et la vitesse du vent. La FAA a mis en place un système de prévisions météorologiques qui permet aux compagnies aériennes de prendre en compte ces paramètres avec, a minima, l'objectif de réduire les perturbations dans le trafic aérien.

## Nouvelles Technologies
Depuis quelques années, le champ des possibles s'est étendu avec l'apparition des technologies du Machine Learning, du Big Data, et des réseaux de neurones.
Ces technologies tirent un avantage des grandes quantités de données générées par l'ADS-B, les données de télémétrie récoltées par les satellites, les données propriétaires des compagnies, et finalement celles collectées dans les centres de contrôle par l'exploitant de l'espace aérien.
Dans un centre de contrôle, convergent également des données météorologiques, les suggestions des outils d'aide à la décision, et bien entendu les décisions prises par les contrôleurs et l'analyse de leur impact sur les trajectoires et la fluidité du trafic.
La résorption d'une perturbation, quelle qu'elle soit, la nécessité que celle-ci ne se propage, devient l'objectif premier (après la sécurité des vols) du contrôle aérien.
Aux Etats Unis, périodiquement, le coût induit des retards est estimé et partagé, ainsi que les propositions pour les contenir voire les réduire.
Dans une volonté de transparence à l'égard des compagnies aériennes, la FAA en accord avec ces compagnies, s'engage à mettre en œuvre toute une série d'améliorations issues du programme NextGen.
L'apparition des drones, le marché émergent qu'ils créent, le souhait exprimé de partager l'accès à la ressource "air", conduisent à des études avancées comme le management par les trajectoires prôné par la NASA.